# Glyndwroprøret
Glyndwroprøret, det walisiske oprør eller Den sidste krig for uafhængighed (engelsk: Glyndwr Rising) var et walisisk oprør mellem 1400 og 1415 mod det engelske overherredømme. Det blev ledet af Owain Glyndwr. Det var den sidste store manifestation af en walisisk uafhængighedsbevægelse inden Wales blev inkorporeret i England ved Laws in Wales Acts 1535–1542.
Oprøret begyndte i år 1400, da Henrik Bolingbrok som Henrik 4. overtog tronen fra Richard 2., der hidtil havde givet waliserne muligheder i samfundet. Henrik kørte en hårdere linje. Efter en strid med en engelsk stormand udråbte Owain sig selv som fyrste af Wales og angreb stormandens borg. Tudor-familien fra Anglesey startede en guerillakrig mod englænderne, og Henrik sendte sin hær til Wales for at slå oprøret ned. Flere engelske borge faldt for oprørerne, og Owain opnåede stor succes og popularitet i Wales. Englænderne vedtog særlige love for at forhindre waliserne i at få for meget magt i deres hjemland. Omkring 1402 begyndte Frankrig også at støtte waliserne, da de så et svækket England som en fordel i den verserende konflikt imellem de to nationer.
Flere engelske borge faldt eller blev belejret, og waliserne brugte en taktik med små hurtige angreb mod englænderne og undgik åbne konfrontationer. I 1404 blev Owain kronet som prins af Wales i Machynlleth. Omkring 1406 begyndte Frankrig at trække deres støtte til oprøret, og englænderne påbegyndte en ny strategi med økonomisk blokade af Wales. Langsomt genvandt englænderne vigtige borge som Aberystwyth og Harlech. Flere af oprørslederne blev dræbt på slagmarken eller taget til fange, men Owain forblev på fri fod. I 1415 havde englænderne igen fuld kontrol over Wales, og de store familier, der havde støttet oprøret, var enten ruineret eller udryddet. Kun Maredudd ap Tudur formåede for alvor at klare sig godt, idet han rejste til London og grundlagde det, som senere blev Tudordynastiet.

## Baggrund

### Richard 2.s fald
I de sidste ti år af 1300-tallet havde Richard 2. af England indledt en storstilet plan for at konsolidere sit greb om kongeriget og tage magten fra de stormænd, som konstant udfordrede og truede hans autoritet. Som en del af planen begyndte Richard at flytte sin magtbase fra sydøst og London mod grevskabet Cheshire, og han opbyggede systematisk sin magt i det nærliggende Wales. Wales var mange små semi-autonome feudale stater, bispedømmer, herreder og områder under direkte kongelig kontrol. Richard eliminerede sine rivaler og overtog deres land, eller gav det til sine allierede. I denne proces opfostrede han en hel klasse walisere til at overtage embeder i hans nye len. For dem var de sidste år af Richard 2.s styre fyldt med muligheder. For de engelske stormænd derimod, var det et yderligere tegn på, at Richard var ude af kontrol.
I 1399 vendte den landflygtige Henrik Bolingbroke, som var arving til hertugdømmet Lancaster, tilbage for at gøre krav på sine landområde. Henrik samlede en hær og marcherede mod kongen. Richard skyndte sig tilbage fra Irland til Wales for at tage sig af Bolingbroke, men han blev arresteret af Henry Percy, 1. jarl af Northumberland på vej fra Conwy Castle til sit møde med Bolingbroke ved Flint Castle, hvor han skulle diskutere tilbageleveringen af Henriks landområder. Richard blev fængslet i Chester før han blev ført til London. Parlamentet gjorde hurtigt Henry Bolingbroke til regent og derefter til konge. Richard døde på Pontefract Castle kort efter den mislykkede Epiphany Rising blandt de engelske adelige i januar 1400, men hans død blev ikke kendt før et stykke tid efter. I Wales blev Owain Glyndwr o.a. for første gang bedt om at vælge side. Waliserne havde generelt støttet kong Richard, der havde efterfulgt sin far, Edvard, den sorte prins som fyrste af Wales. Da Richard var blevet fjernet fra tronen, blev walisernes mulighederne for forbedre deres status i samfundet begrænset. Mange walisere var tilsyneladende usikre over, hvad der videre skulle ske med dem.
I et stykke tid forblev kongens støtter på fri fod. Den 10. januar 1400 udbrød der voldsomme civile uroligheder i den engelske grænseby Chester som støtte til Epiphany Rising. Langs den engelsk-walisiske grænser opstod der en følelse af oprør og uorden.

### Striden mellem Owain Glyndwr og de Grey
Oprøret begyndte efter sigende som et skænderi med Owain Glyndwr og hans engelske nabo. Skiftende indehavere af titlen som Baron Grey de Ruthyn af Dyffryn Clwyd var engelske godsejere i Wales. Glyndwr havde været en del af en langtrukken strid med dem. Han havde tilsyneladende gået til parlamentet for at få dem til at løse problemet, og under kong Richard havde han vundet sagen. Reginald Grey, 3. Baron Grey de Ruthyn — der var loyal mod den nye konge — brugte sin indflydelse til at få beslutningen omstødt. Owain Glyndwr appellerede, men sagen blev afvist. En anden historie lyder, at de Grey med overlæg tilbageholdt en kongelig indkaldelse til Glyndwr om at slutte sig til kongens nye skotske felttog i august 1400. Teknisk set var Glyndwr forpligtet til at stille med soldater til den engelske krone, som han også havde gjort tidligere. Ved ikke at respondere på den gemte indkaldelse har han, muligvigs uforvarende, påkaldt sig Henriks vrede.

## Det walisiske oprør, 1400–15
Den 16. september 1400 blev Owain udråbt til fyrste af Wales af en lille gruppe tilhængere, med hans ældste søn, hans svogere og Dean of St Asaph. Det var i sig selv en revolutionær udmelding. Owains mænd spredtes hurtigt over det nordøstlige Wales. Den 18. september blev de Greys fæstning Ruthin Castle angrebet og stort set ødelagt. Denbigh, Rhuddlan, Flint, Hawarden og Holt fulgte hurtigt efter. den 22. september blev byen Oswestry svært ødelagt af Owains plyndring. Den 23. september bevægede Owain sig sydpå for at angribe Powis Castle og plyndrede Welshpool.
På omkring samme tidspunkt startede Tudor-brødrene fra Anglesey en guerillakrig mod englænderne. Tudors of Penmynydd var en prominent familie fra Anglesey, der havde tætte forbindelser til Richard 2. Gwilym ap Tudur og Rhys ap Tudur var begge militære ledere for et kompagni soldater, der var blevet samlet i 1396 for at beskytte Nordwales mod enhver invasion, som Frankrig kunne finde på. De sluttede sig til kongen under hans militærekspedition til Irland i 1398. Da Glyndwr bekendtgjorde sit oprør, svor Rhys, Gwilym og deres tredje bror, Maredudd ap Tudur, åbent troskab til ham; de var Glyndwrs fætre på deres mors side.
Kong Henrik 4., der var på vej tilbage efter en invasion i Skotland, sendte sin hær mod Wales. Den 26. september var han i Shrewsbury og klar til at gå ind i Wales. I et hurtigt felttog ledte Henrik sin hær rundt om Nordwales. Han var hele tiden generet af dårligt vejr og angreb fra den walisiske guerilla. Da han ankom til Anglesey, hærgrede han øen og angreb landsbyer og klostre som Llanfaes Friary nær Bangor. Dette var det historiske gravsted for Tudor-familien. Rhys ap Tudur ledte et baghold på kongens soldater ved Rhos Fawr. Efter kampene flygtede englænderne tilbage i sikkerhed i Beaumaris Castle. Den 15. oktober var Henrik tilbage i Shrewsbury, hvor han løslod flere fanger, og to dage senere var han i Worcester.
I 1401 begyndte oprøret at sprede sig. Owain fik kontrol over en stor del af det nordlige og centrale Wales. Der blev registreret adskillige angreb på engelske byer, borge og herregårde i nord. Selv mod syd i Brecon og Gwent var der forlydender om røvere og lovløshed. Kong Henrik udnævnte Henry "Hotspur" Percy – krigersønnen af den magtfulde jarl af Northumberland – til at genoprette ro og orden i landet. I marts blev der givet amnesti til alle rebeller med undtagelse af Owain og hans fætre, Rhys og Gwilym ap Tudur.
Størstedelen af landet indvilligede i at betale de normale skatter, men Tudur-fammilien vidste, at de havde brug for noget at forhandle med, hvis de skulle fjerne truslen, som hang dem over hovedet. De besluttede at erobre Edvard 1.s store borg i Conwy. Selvom bemandingen på Conwy Castle kun bestod af 15 soldater og 60 bueskytter var det rigeligt til at forsvare den. Desuden havde den havde masser af forsyninger, og man kunne nemt få nye via havet. Turdurnes folk bestod af kun 40 mand. På langfredag, den 1. april, var hele garnisonen på borgen, på nær fem mand, i den lille kirke i byen, da en tømrer gik mod porten, som ifølge Adam af Usks krønike "fingerede at ankomme til sit normale arbejde". Da han var kommet ind på borgen, angreb han de to vagter og åbnede porten, så oprørerne kunne komme ind. Da Percy ankom fra Denbigh med 120 soldater og 300 bueskytter vidste han, at det ville kræve langt flere mænd at komme ind i den mægtige fæstning, og han blev derfør nødt til at forhandle. Der blev indgået et kompromis, der resulterede i, at der blev givet benådninger til de implicerede, men den 20. april underkendte kongen Percys lokale beslutning. Det var ikke før, at Gwilym ap Tudur begyndte at skrive direkte til kongen, at der blev indgået en aftale den 24. juni. Betingelserne indbefattede dog, at ni af forsvarerne, der havde indtaget borgen, måtte overdrages til domstolen.
Owain skaffede sig også sin første store sejr på slagmarken i maj eller juni ved Mynydd Hyddgen nær Pumlumon. Owain og hans hær på nogle få hundrede mænd havde slået lejr i bunden af Hyddgen Valley da omkring 1.500 engelske og flamske bosættere fra Pembrokeshire ('lille England i Wales'), angreb dem. Owain mobiliserede sin hær og kæmpede imod, og dræbte omkring 200. Situationen var seriøs nok til, at kongen samlede endnu en strafekspedition. Denne gang angreb han i oktober via det centrale Wales. Fra Shrewsbury og Hereford Castle drev Henrik 4.s styrker igennem Powys mod Strata Florida Abbey. Cistercienserordenens hus var kendt som et sted, der støttede Owain, og Henrik havde derfor som formål at minde dem om, hvor deres loyalitet burde ligge, og at stoppe oprøret i at sprede sig længere mode syd. Efter en del chikane fra Owains tropper nåede han Strata Florida. Henrik ønskede dog ikke at være nådig. Hans hær ødelagde delvist klostret og henrettede en munk, der var mistænkt for at bære våben mod kongen. Han formåede dog ikke at angribe Owains tropper i større antal. Owains folk chikanerede kongens hær og kom med hurtige små angreb for derefter at flygte. De brugte denne hit-and-runtaktik på kongens forsyningstropper, mens de undgik en åben kamp. Henriks hær var tvunget til at trække sig tilbage. De ankom til Worcester den 28. oktober 1401 uden at have opnået meget. Året blev afsluttet med slaget ved Tuthill, der blev udkæmpet under Owains belejring af Caernarfon Castle den 2. november 1401. Udkommet af slaget var dog ikke endegyldigt for nogen af parterne.
Englænderne forstod, at hvis oprøret fik mere fremgang, ville de ende med at tiltrække utilfredse støtter af den afdøde kong Richard, som der cirkulerede rygter om stadig var i live. De var bekymrede over den potentielle utilfredshed i Cheshire og var mere bekymrede over nyhederne fra Nordwales. Hotspur klagede over, at han ikke modtog den nødvendige støtte fra kongen, og den undertrykkende politik, som Henrik førte, opmuntrede blot oprørerne. Han mente, at forhandlinger og kompromiser ville overbevise Owain om at stoppe oprøret. Hotspur var muligvis i hemmelige forhandlingen med Owain og de andre ledere om at forhandle en løsning allerede så tidligt som 1401. Kernen blandt de Lancastriske tilhængere ønskede dog ikke et kompromis. De kæmpede imod med anti-walisiske love, der var designet til at etablerede engelsk dominans i Wales. Loven inkluderede forbud mod at nogen waliser købte jord i England, afholdt dem fra at have nogle offentlige embeder, fra at bære våben, fra at have nogle borge eller forsvare noget hus, intet walisisk barn kunne blive uddannet eller stå i lære til at blive håndværker. Desuden kunne ingen englænderne blive dømt i et søgsmål, hvis anklageren var waliser og walisere blev straffet hårdt, hvis de giftede sig med en englænder, ligesom enhver englænder, der giftede sig med en waliser, blev frarøvet stemmeret, og alt offentlig forsamling var forbudt. Disse love sendte en besked, om at englænderne så alle walisere som lige skyldige. Mange af de walisere, der havde forsøgt fremme deres karriere hos englænderne, følte sig nu skubbet ud af oprørerne, da det spinkle fælles flodslag mellem Henrik og Owain forsvandt.
Det samme år, i 1402, fangede Owain sin ærkefjende Reynald eller Reginald Grey, 3. baron Grey de Ruthyn i et baghold i slutningen af januar eller starten af februar i Ruthin. Han blev holdt fanget i et år indtil Owain modtog en betragtelig løsesum fra kong Henrik. I juni 1402 mødtes Owains tropper en hær ledet af Sir Edmund Mortimer, jarlen af Marchs onkel ved Bryn Glas i det centrale Wales. Mortimers hær blev besejret, og Mortimer selv blev taget til fange. Der var forlydender om, at walisiske kvinder fulgte Owains hær og dræbte de sårede engelske soldater og lemlæstede deres lig. Efter sigende var dette en hævn for de plyndringer og voldtægter, som de engelske soldater havde foretaget året inden. Glyndwr tilbød at befri Mortimer for en stor løsesum, men Henrik nægtede at betale. Mortimer havde på nogle punkter større ret til den engelske krone end Henrik selv, så det var ikke en mulighed at få ham løsladt. Som modsvar forhandlede Sir Edmund en alliance med Owain og giftede sig med Owains datter, Catrin.
Det var ligeledes i 1402, at de første forlydender om at franskmænd og bretonere hjalp Owain begyndte at optræde. Frankrig, der var midt i hundredårskrigen med England, håbede i særdeleshed på at bruge Wales, som de havde brugt Skotland som et udgangspunkt for deres kamp mod englænderne. Franske kapere begyndte at angribe engelske skibe det Irske Hav og gav våben og andre forsyninger til waliserne. Franske og bretonske pirater deltog også i Owains angreb.

### Oprøret spredes
1403 markerer året, hvor oprøret for alvor blev nationalt i Wales. Owain drog mod vest og syd. Han genskabte Llywelyn den Stores felttog mod vest og marcherede ned langs floden Tywi Valley. Landsby efter landsby sluttede sig til ham. Engelske herregårde og borge faldt eller også overgav beboerne sig. Til sidst faldt også Carmarthen, der var en af de primære engelske magtbaser i vest, og den blev overtaget af Owain og hans folk. Han vendte derefter om og angreb Glamorgan og Gwent. Abergavenny Castle blev angrebet og byen blev brændt ned. Owain gik ned langs floden Usk og ud mod kysten, hvor han brændte byen Usk og erobrede både Cardiff Castle og Newport Castle. Kongelige embedsfolk rapporterede, at walisiske studenter på Oxford University forlod deres studier for at slutte sig til Owain, og walisiske arbejdere og håndværkere forlod deres arbejde i England for at vende tilbage til Wales. Owain kunne også trække på gamle soldater fra de engelske felttog i Frankrig og Skotland. Hundredvis af walisiske bueskytter og erfarne soldater forlod den engelsk hær for at slutte sig til oprøret.
I det nordlige Wales påbegyndte Owains tilhængere yderligere angreb på Caernarfon Castle, denne gang med fransk støtte, og den blev næsten erobret. Som modsvar angreb og nedbrændte Henrik af Monmouth (søn af Henrik 4. og den fremtidige Henrik 5.) Owains hjem i Glyndyfrdwy og Sycharth. Den 10. juli 1403 erklærede Hotspur sig i opposition til kongen ved at udfordre sin fætter Henriks ret til tronen, ved at samle sine bannere i et oprør i Cheshire ved Chester, der var en bastion for Richard 2.s tilhængere. Henrik af Monmouth, der kun var 16 år, tog mod nord for at møde Hotspur. Den 21. juli ankom Henrik til Shrewsbury lige før Hotspur, hvilket tvang oprørshæren til at slå lejr uden for byen. Henrik startede slaget inden jarlen af Northumberland var ankommet til Shrewsbury. Således var Henrik klar til kamp den 22. juli inden oprørernes fulde styrke var samlet, og på et sted som han selv havde valgt. Slaget varede hele dagen, prins Henrik blev slemt såret i ansigtet af en pil, men fortsatte kampen side om side med sine mænd. Da beskeden om at Hotspur var død begyndte oprørernes modstand at mindskes og falde fra hinanden. Da dagen var omme, var Hotspur død og hans oprør var ovre. Mere end 300 riddere og op mod 20.000 mænd blev dræbt eller såret.
I sommeren 1404 erobrede Owain de store borge i Harlech og Aberystwyth, og han bemandede dem begge. Ivrig efter at demonstrere sin magt som hersker holdt han hof i Harlech og udpegede den dygtige, unger Gruffydd Young som sin kansler. Kort efter indkaldte han ifølge Adam af Usk til sit første parlament (eller mere sandsynligt cynulliad eller "samling") i hele Wales ved Machynlleth, hvor han blev kronet som fyrste af Wales. Højtstående gejstlige og andre vigtige personer i samfundet flokkedes til hans banner. Den engelske modstand blev isoleret til nogle få borge, befæstede byer og forskansede herregårde.

### Tripartite Indenture og franskmændenes år
Owain demonstrerede sin nye status ved at forhandle den såkaldte "Tripartite Indenture" i februar 1405 med Edmund Mortimer og Henry Percy den 1. jarl af Northumberland. Aftalen gik ud på at dele England og Wales mellem de tre. Wales ville gå helt til floderne Severn og Mersey mod øst, inklusive det meste af Cheshire, Shropshire og Herefordshire. Mortimer Lords af March ville overtage hele Syd- og Vestengland, mens Thomas Percy, 1. jarl af Worcester, ville få det nordlige England. Lokale engelske samfund i Shropshire, Herefordshire og Montgomeryshire havde stoppet deres aktive modstand og lavede deres egne fredsaftaler med oprørerne. Der gik rygter om, at Richard 2.s gamle allierede sendte penge og våben til waliserne samt at både cistercienerne og franciskanerne kanaliserede deres penge til også at støtte oprøret. Yderligere fungerede Percys oprør stadig, selv efter Percy Archbishop Scropes nederlag i maj. Faktisk sluttede dette oprør ikke før udgangen af 1408, da sheriffen af Yorkshire besejrede Henry Percy ved Bramham Moor. Owain kapitaliserede på den politiske situation for at lave den bedst mulige aftale.
Tingene blev også forbedret på den internationale front. Selvom forhandlingerne med de irske lords mislykkedes havde Owain grund til at håbe, at franskmændene og bretonerne ville være mere velkommende. I maj 1404 havde Owain sendt Gruffydd Young og sin svoger, John Hanmer, til Frankrig for at forhandle en traktat med franskmændene. Resultatet blev en formel aftale, hvor Frankrig lovede at hjælpe Owain og waliserne. En walisisk hær støttet af fransk-bretonske styrker havde allerede angrebet og belejret Kidwelly Castle i november 1403. Waliserne kunne også regne med en semiofficiel hjælp fra kelterne i det uafhængige Bretagne og Skotland. Skotske og franske kapere hærgede i walisiske farvande under hele Owains oprør. Skotske skibe havde plyndret engelske bosættelser på Lleynhalvøen i 1400 og 1401. I 1403 havde en bretonsk deling besejret englænderne i Den Engelske Kanal, og plyndret og hærgret Jersey, Guernsey og Plymouth, mens Frankrig gik i land på Isle of Wight. I 1404 plyndrede man de engelske kyster med walisiske tropper ombord, og der blev sat ild til Dartmouth og gjort store ødelæggelser langs Devons kyster.
1405 var "franskmændenes år" i Wales. På kontinentet havde Frankrig presset englænderne tilbage, idet den franske hær havde invaderet Aquitaine. Samtidig havde Frankrig sat styrker i land ved Milford Haven i det vestlige Wales. De var taget afsted fra Brest i juli med mere end 3.000 riddere og soldater ledet af Jean 2. de Rieux, en bretonsk lord og Marshal af Frankrig. Desværre havde de ikke været i stand til at skaffe ferskvand nok, og mange krigsheste døde. De medbragte moderne belejringsmaskiner. Sammen med Owains mænd marcherede de ind i landet og erobrede byen Haverfordwest men formåede ikke at overtage borgen. De marcherede videre og generobrede Carmarthen og belejrede Tenby. Det der nu skete, er fortsat et mysterium; fransk-walisiske tropper fortsatte tværs over det sydlige Wales (ifølge lokale sagn) og invaderede England. Ifølge en middelalderlig krøniker, den utroværdige Monstrelet, marcherede de igennem Herefordshire og videre ind i Worcestershire, hvor de mødtes med den engelske hær vest for Great Witley kun 10 km fra Worcester. Her lå Henrik 4.s hær på Abberley Hill mod syd, mens Owains tropper vendte mod nord på det defensive jernalderfort Woodbury Hill, der lokalt stadig kendes som Owain's Hill. Hærerne stillede dagligt op til slag og kiggede hinanden med en mil imellem dem, men uden nogle større konfrontationer i otte dage. Ingen af dem ønskede at indlede slaget. Derefter trak begge sider sig tilbage, af årsager som stadig ikke er klarlagt. Henriks strategi var at forlænge den ikke-blodige konfrontation og skræmme den walisiske hær. Waliserne og franskmændene havde ikke mulighed for nye forsyninger, og de trak sig tilbage til Wales ved nattetid. Hvis disse begivenheder virkelig skete, er det bemærkelsesværdigt, at der ikke findes nogen omtale af dem i officielle engelske statsdokumenter eller krøniker.
Der ankom flere franske soldater i løbet af året, men højdepunktet for den franske deltagelse i oprøret var overstået.

### Oprørets grundlæggere
I 1406 annoncerede Owain sit nationale program. Han erklærede sin vision om en uafhængig walisisk stat med et parlament og en særskilt walisisk kirke. Der skulle være to nationale universitetter (ét i syd og ét i nord) og den traditionelle lov, Hywel Dda, skulle genoprettes. Nu havde de fleste franske tropper trukket sig tilbage efter politikken i Paris var blevet mere fredssøgende. Selv Owains såkaldte "Pennal Letter", hvor han lovede Karl 6. af Frankrig og Modpave Benedikt 13. at skifte den walisiske kirkes tilhørsforhold fra Rom til Avignon, havde ingen effekt.
Der var også andre tegn på, at oprøret havde problemer. I begyndelsen af året oplevede Owain nederlag ved Grosmont og Usk under slaget ved Pwll Melyn. Selvom det er vanskeligt at forstå, hvad der skete under disse to slag, lykkedes det tilsyneladende Henrik af Monmouth eller måske Sir John Talbot at overvinde en betragteligt walisisk styrke ledet af Rhys Gethin ("Swarthy Rhys") og Owains ældste søn, Gruffudd ab Owain Glyndwr. Den præcise dato og rækkefølge for slagene er genstand for en del debat. De har dog muligvis resulteret i Rhys Gethins død ved Grosmont og Owains bror Tudurs død ved Usk samt tilfangetagelse af Gruffudd. Gruffudd blev sendt til Tower of London og efter seks år døde han i fængslet. Kong Henrik viste også, at englænderne brugte en stadigt mere hensynsløse taktik. Adam af Usk skriver, at efter slaget ved Pwll Melyn ved Usk fik kong Henrik 300 fanger halshugget foran Usk Castle. John ap Hywel, der var præst i det nærliggende cistercienerkloster i Llantarnam, blev dræbt under slaget ved Usk, da han fungerede som præst for de døende på begge side. En endnu større trussel for oprøret var, at engelænderne gik i land på Anglesey fra Irland. Det næste år lykkedes det dem gradvist at skubbe den walisiske modstand tilbage på Anglesey, der formelt sluttede mod udgangen af 1406.
På samme tid begyndte englænderne en ny strategi. I stedet for at fokusere på straffeekspeditioner, som hans far havde brugt mange kræfter på, begyndte Henrik af Monmouth på økonomisk blokade. Han brugt de resterende borge, der var under engelsk kontrol, og begyndte gradvist at generobre Wales, mens han afskar deres forsynings- og handelsruter, så de ikke kunne få nye våben og andet udstyr. I 1407 begyndte denne strategi at bære frugt. I marts kom over 1.000 mand fra hele Flintshire til Chief Justitiar for at betale en fælles bøde for deres tilslutning til Glyndwr. Gradvist blev det samme mønster gentaget i hele landet. I juli underkastede jarlen af Arundels nordøstlige herresæde omkring Oswestry og Clun sig. Én efter én begyndte de forskellige lordships at overgive sig. Halvvejs gennem sommeren var Owains borg ved Aberystwyth under belejring, og samme efterår overgav Aberystwyth Castle sig. I 1409 var det Harlech Castles tur. I sidste øjeblik blev der sendt besked til franskmændene om hjælp, men der kom intet svar. Gruffydd Young blev sendt til Skotland for at koordinere et modangreb, men der kom intet ud af dette heller. Harlech Castle faldt i 1409. Edmund Mortimer døde i det sidste slag, og Owains hustru, Margaret, samt to af hans døtre (inklusive Catrin) og tre af hans børnebørn blev taget til fange og flyttet til Tower of London. De døde alle i fangeskab inden 1415.
Owain forblev på fri fod, men var nu en jaget guerillaleder. Oprøret fortsatte, men ikke med samme effektivitet. I 1410 gjorde Owain sig klar til et sidste plyndringstogt til Shropshire. Mange af hans mest loyale officerer var til stede. Det har muligvis været et sidste desperat selvmordstogt. Uanset, hvad intentionen var, så gik det frygtelig galt, og mange af lederne, der stadig var på fri fod, blev taget til fange og henrettet af englænderne. Rhys Ddu ("Black Rhys") fra Cardigan, der var en af Owains mest trofaste kommandører, blev fanget og bragt til London for at blive henrettet. En kronikør fra samme tid skriver, at Rhys Ddu blev "... lagt på et hegn og herefter slæbt til Tyburn igennem byen og blev hængt der og taget ned. Hans hovedet blev hugget af og sat på London Bridge." hans krop blev parteret og blev sendt til fire byer, Philip Scudamore og Rhys ap Tudur blev ligeledes halshugget og deres hoveder blev sat op i Shrewsbury og Chester, for at svække moralen hos oprøreren.
I 1412 fangede Owain den ledende tilhænger af kong Henrik i Wales, Dafydd Gam ("Crooked David"), i et baghold i Brecon. Han blev løsladt mod en løsesum. Dette var de sidste dele af oprøret, for det var sidste gang, at Owain blev set i live af sine fjender. Så sent som i 1414 var der rygter om, at den Herefordshire-baserede Lollardleder, sir John Oldcastle, kommunikerede med Owain, og at der blev sendt forstærkninger til vigtige borge i Nord- og Sydwales. Fredløse og banditter var stadig aktive i Snowdonia.
På dette tidspunkt ændrede tingene sig dog meget. Henrik 4. døde i 1413, og han søn, konge Henrik 5., begyndte en ny strategi overfor waliserne. Der blev tilbudt kongelige benådninger til de store ledere i oprøret og andre modstandere af hans fars regime. I en symbolsk handling blev liget af kong Richard 2. begravet i Westminster Abbey. I 1415 tilbød Henrik 5. sågar en benådning til Owain, mens han forberedte en krig mod Frankrig. Der er tegn på, at den nye kong Henrik 5. forhandlede med Owains søn, Maredudd ab Owain Glyndwr, men der kom intet ud af dette. I 1416 blev Maredudd selv tilbudt en benådning, men han nægtede dette. Muligvis var hans fader stadig i live og ville ikke acceptere det, mens han levede. Han accepterede endeligt den kongelige benådning i 1421, hvilket indikerer at Owain Glyndwr var død. I den walisiske Bard Llawddens poesi er der tegn på, at nogle få helhjertede fortsatte med at kæmpe efter 1421 under lederskab af Owains svigersøn Phylib ap Rhys.
Annals of Owain Glyndwr (Panton MS. 22) blev skrevet færdig i året 1422. I den sidste tekst om prinsen står der:
1415 – Owain gik under jorden på St Matthews dag i høsten (21. september), og derefter var hans gemmested ukendt. Mange sagde, at han døde; seerne fastholdt, at han ikke gjorde.

## Efterspil af oprøret
I 1415 var det engelske styre genoprettet i Wales. De ledende oprørere var døde, fængslet eller forarmede igennem store bøder. Stort set alle familier i Wales, om de var engelske eller walisiske, var blevet påvirket af oprøret på en eller anden måde. Mange liv var tabt, der var store ødelæggelser i flere områder og manges liv lå i ruiner. Wales, der var allerede et fattigt område på den yderste grænse af England, blev endnu fattigere af plyndringer, økonomisk blokade og bøder. Beretninger fra rejsende beskriver ødelagte borge som Montgomery Castle og klostre som Strata Florida Abbey og Abbeycwmhir. Der voksede græs på markedspladserne i mange byer som Oswestry, og den walisiske handel var stort set gået i stå. Landområder, der tidligere havde været produktive, lå nu brak uden bønder til at dyrke jorden. Så sent som i 1492 beskrev en kongelig embedsmand i lavlandet Glamorgan at årsagen til, at han ikke kunne levere de lovede indtægter til kongen, var oprørets skyld.
Mange prominente familier var blevet ruineret. I 1411 havde John Hanmer påberåbt sig, at fattigdom var årsagen til, at han ikke kunne betale de bøder, som han havde fået. Tudor-familien herskede ikke længere over Anglesey og det nordvestlige Wales, som de havde gjort gennem slutningen af 1300-tallet. Familien syntes at være et afsluttet kapitel i de højere samfundslag, indtil den tredje Tudor-bror, Maredudd, tog til London, hvor han etablerede et nyt familiedynasti. Andre overgav sig til sidst, og affandt sig med den nye situation. Den frygtede Henry Dwn, der sammen med franskmændene og bretonerne havde belejret Kidwelly Castle i 1403 og 1404, fik fred og accepterede en bøde. Han formåede dog på en eller anden måde at betale så meget som en penny. I mange år efter han overgav sig og på trods af officielle proskriptioner husede han oprørere på flugt, opkrævede bøder blandt 200, som ikke havde støttet ham, red omkring i grevskabet med følge og planlagde at myrde kongens domsmand i Wales. Ikke desto mindre kæmpede hans barnebarn sammen med Henrik 5. i 1415 under slaget ved Agincourt. Andre kunne ikke affinde sig med det nye system. Et ukendt antal af Owains tilhængere gik i eksil. Henry Gwyn ("White Henry") — der var arving til det store lordship Llansteffan — forlod Wales for evigt, og døde senere i Karl 6. af Frankrigs tjeneste, hvor han kæmpede mod sin gamle forbundsfæller under slaget ved Agincourt. Gruffydd Young var en af de andre prominente, der gik i permanent eksil. I 1416 var han i Paris. Han levede endnu 20 år og blev først biskop i Ross i Skotland og senere i Hippo i Nordafrika.
Der blev vedtaget en serie straffelove, der skulle forhindre yderligere optøjer. Disse forblev aktive indtil slutningen af rosekrigene og kong Henrik 7. af England; også kendt som Henrik Tudor, som nedstammede fra Tudors of Penmynydd og var delvist walisisk. Indtil da kunne waliserne ikke eje ejendomme eller land i de walisiske boroughs, de kunne ikke sidde i en jury, måtte ikke gifte sig med englænderne, og der var forbud mod at ansætte dem i officielle embeder under kongen. Yderligere kunne et udsagn fra en waliser ikke bruges som bevis under søgsmål, der gik mod en englænder ved hoffet. Der var dog adskillige lejligheder, hvor walisere fik bevilget legal status som englænderne, som eksempel Edmund og Jasper Tudor, der var Henrik 6. af Englands halvbrødre. Tudorbrødrenes far, Owen Tudor, blev arresteret, da han i al hemmelighed giftede sig med enkedronningen, Katherine af Valois. Henrik 6. sørgede for, at han blev løsladt og blev en del af det kongelige hushold.